# Armenië op het Eurovisiesongfestival 2011
Armenië nam deel aan het Eurovisiesongfestival 2011 in Düsseldorf, Duitsland. Het was de 6de deelname van het land op het Eurovisiesongfestival. De artiest werd intern gekozen. ARMTV was verantwoordelijk voor de Armeense bijdrage voor de editie van 2011.

## Selectieprocedure
Reeds op 21 juni 2010 maakte Alexian Harutyunian, directeur van de Armeense nationale omroep, bekend de deelnemer aan het Eurovisiesongfestival 2011 intern te kiezen. De Kunstraad van ARMTV zou een geschikte artiest zoeken om Armenië te vertegenwoordigen. Op 11 december 2010 werd bekend dat Emmy haar land zou vertegenwoordigen in Düsseldorf. Op 26 februari 2011 zou ze tijdens een liveshow vier nummers zingen. In die nationale finale werd de helft van de punten verdeeld door een vakjury, de andere helft door het publiek via televoting. Echter, omdat de vader van Emmy op 21 februari overleed, werd de finale uitgesteld tot 5 maart. Een week later dan gepland werd gekozen voor het nummer Boom boom.

## Nationale finale
5 maart 2011
| Plaats | Lied      | Jury | Publiek |
| ------ | --------- | ---- | ------- |
| 1      | Boom boom | 12   | 3219    |
| 2      | Ayo       | 10   | 2422    |
| 3      | Hi        | 8    | 1535    |
| 4      | Goodbye   | 7    | 539     |

## In Düsseldorf
In Düsseldorf trad Armenië aan in de eerste halve finale, op 10 mei. Armenië was het vierde van negentien landen, net na Albanië en voor Turkije. Bij het openen van de enveloppen bleek dat Armenië zich niet had geplaatst voor de finale. Het was voor het eerst in de geschiedenis dat Armenië al na de halve finale naar huis moest. Na afloop van het festival bleek dat Emmy twaalfde was geëindigd, met 54 punten.

### Gekregen punten

#### Halve Finale 1
| 12 punten | 10 punten | 8 punten                          | 7 punten                       | 6 punten |
| --------- | --------- | --------------------------------- | ------------------------------ | -------- |
|           |           | - Georgië - Griekenland - Rusland | - Malta - San Marino - Turkije |          |
| 5 punten  | 4 punten  | 3 punten                          | 2 punten                       | 1 punt   |
|           | - IJsland | - Spanje                          | - Polen                        |          |

### Punten gegeven door Armenië

#### Halve Finale 1
Punten gegeven in de halve finale:
| 12 punten | Rusland     |
| 10 punten | Griekenland |
| 8 punten  | Georgië     |
| 7 punten  | Malta       |
| 6 punten  | Finland     |
| 5 punten  | San Marino  |
| 4 punten  | Litouwen    |
| 3 punten  | Zwitserland |
| 2 punten  | IJsland     |
| 1 punt    | Noorwegen   |

#### Finale
Punten gegeven in de finale:
| 12 punten | Oekraïne            |
| 10 punten | Georgië             |
| 8 punten  | Rusland             |
| 7 punten  | Griekenland         |
| 6 punten  | Italië              |
| 5 punten  | Frankrijk           |
| 4 punten  | Zweden              |
| 3 punten  | Oostenrijk          |
| 2 punten  | Verenigd Koninkrijk |
| 1 punt    | Servië              |